# Hotdog
Hotdog ili hot-dog (engl. hot dog) jelo je od kuhane ili pečene kobasice, hrenovke, poslužene s prilozima u napola prerezanom dugačkom mekanom pecivu. Hrenovka je obarena, ponekad blago dimljena kobasica od začinjena svinjskoga ili goveđega mesa pretvorenog u pastu. Jeftinije inačice često se rade od strojno otkoštena pilećega i purećeg mesa. Uobičajeni su prilozi senf, kečap, majoneza, čili i luk te sjeckani kiseli krastavci (relish), ukiseljene papričice jalapeño ili rezani kiseli kupus.
Ime za hotdog, u smislu same kobasice, pojavljuje se 1880-ih u Sjedinjenim Američkim Državama, ali hrenovka vuče korijene iz njemačkih krajeva gdje su se na ulicama jele frankfurtske (engl. frankfurter, frank) i bečke (engl. wiener) kobasice.
U SAD-u je hotdog postao ulična hrana radničke klase te se prodavao na pokretnim kioscima i kolicima. Veže ih se uz bejzbol i općenito američku kulturu. Sveprisutni su na ulicama i u parkovima New Yorka. Postoje čak i restorani specijalizirani isključivo za posluživanje hotdoga.
U malenim trgovinama poput onih američkog lanaca 7-Eleven hrenovke se neprestano griju na rotirajućim rešetkama. Oni sami prodaju ih sto milijuna, a u cijeloj Americi pojede ih se i do dvadeset milijardi godišnje.

## Povijest
Svinjske kobasice slične hrenovkama poznate su još od 13. stoljeća iz Frankfurta u Njemačkoj, pa se nazivaju frankfurtskim kobasicama (njem. Frankfurter Würstchen). Dijelile su se narodu za carskih krunidbi, počevši od krunidbe Maksimilijana II., cara Svetog Rimskog Carstva. Do svjetske popularnosti frankfurtske hrenovke doveo je bavarski mesar Johann Georg Lahner iz 17. stoljeća koji se preselio i počeo ih prodavati u Beču. Kobasice koje se zovu bečkim (njem. Wiener Würstchen) sada se izrađuju od mješavine svinjskog i goveđeg mesa.  
Njemački imigrant po imenu Feuchtwanger navodno je prvi počeo prodavati hotdog na američkom srednjem zapadu. Prema jednoj priči, Feuchtwangerova supruga predložila je upotrebu peciva 1880. godine: Feuchtwanger je prodavao vruće hrenovke na ulicama St. Louisa i uz njih kupcima posuđivao rukavice kako bi ih mogli jesti iz ruke. Budući da mu ih neki nisu vraćali, supruga mu predlaže da ih posluži u pecivu. U drugoj verziji priče, Antoine Feuchtwanger služio je kobasice u kiflicama na Svjetskoj izložbi, ili onoj 1904. godine u St. Louisu, ili još ranije, 1893. u Chicagu, opet, navodno, zato što su bijele rukavice koje je dijelio kupcima oni čuvali kao suvenire.
Još jedna priča vezana je uz posluživanje kobasica u pecivima. Charles Feltman je na otoku Coney u New Yorku 1867. imao kolica s kuhalom na kojem su se parile kobasice i pretincem za peciva u kojim su se posluživale. 1871. godine unajmio je zemlju za izgradnju trajnog restorana, u kojem je mogao prodavati i više od običnih »Coney Island Red Hots« kako su zvali njegove hotdogove.

## Etimologija
Riječ dog ('pas') koristila se kao sinonim za kobasice još od 1800-ih, vjerojatno zbog optužbi da su proizvođači kobasica koristili pseće meso u svojim kobasicama.
U Njemačkoj je tijekom 19. i 20. stoljeća konzumacija psećeg mesa bila uobičajena u Saskoj, Šleskoj, Anhaltu i Bavarskoj. Povremeno su ga sadržavali i hotdogovi.

Rana uporaba izraza hot dog u odnosu na kobasicu pojavljuje se u listu Evansville Daily Courier iz Indiane (14. rujna 1884.):
čak će i nevinom ljubitelju 'wienerworsta' biti zabranjeno prodavati hot dog na uglu ulice.
Pojam je prethodno korišten i za označavanje kobasice u ovitku u listu Paterson Daily Press iz New Jerseyja (31. prosinca 1892.):
'hot dog' je brzo umetnut u prorez na smotuljku.
Kasnija uporaba uključuje New Brunswick Daily Times (New Jersey; 20. svibnja 1893.), New York World (26. svibnja 1893.) i Knoxville Journal (28. rujna 1893.).
Prema jednoj priči, korištenje cijele fraze hot dog (u smislu kobasice) skovao je novinski karikaturist Thomas Aloysius »Tad« Dorgan oko 1900. u karikaturi koja bilježi prodaju hrenovki tijekom bejzbolske utakmice New York Giantsa na Polo Groundsu. Moguće je da je upotrijebio taj izraz jer nije znao napisati riječ dachshund ('jazavčar'). Niti jedna kopija te navodne karikature nikada nije pronađena. Dorgan je koristio taj izraz u drugim prilikama; najraniji poznati primjer bio je u vezi s biciklističkom utrkom u Madison Square Gardenu, a pojavio se u The New York Evening Journalu od 12. prosinca 1906.

## Izrada
Uobičajeni sastojci hrenovke su sitni ostatci pri rasjeku mesa, često i meso mehanički odvojeno od kosti, začini poput soli, bijelog papra, mljevene goruščice, korijandra, češnjaka, oraščića, te konzervansi poput natrijevog nitrita ili natrijevog eritorbata. Tradicionalno se hrenovke rade od svinjskog i goveđeg mesa, no postoje i jeftinije od strojno otkoštene piletine ili puretine.
Hrenovke za hotdog se komercijalno pripremaju u strojevima s oštricama koje se brzo okreću te atomiziraju i miješaju sve sastojke: meso, začine, vodu (led), veziva i punila.  Ova smjesa se utiskuje u crijeva, formiraju se kobasice određene duljine, te se odmah i obare. Nekad su crijeva bila janjeća, ali se sad gotovo isključivo koriste privremena od celuloze koja se nakon kuhanja skidaju s kobasice, u postupku koji je 1925. u Chicagu izumio Erwin O. Freund.

## Rekordi
Najdulji hotdog na svijetu napravljen je 2006. u Tokiju, a bio je dugačak 60 metara.
U Guinnessovu knjigu rekorda upisan je najskuplji hot-dog imena »California Capitol City Dawg« mase 1,4 kg. Za 145,49 dolara mogao se dobiti u restoranu u Sacramentu u Kaliforniji, a sastojao se od pečene 460-milimetarske juneće hrenovke iz Chicaga poslužene na svježem pecivu sa začinskim biljkama bilja, premazanom maslacem od bijelog tartufa i zapečenom na žaru. Dodatci su bili cjelovito zrna gorušice iz Francuske, majoneza od češnjaka i začinskog bilja, pirjana ljutika, miješana mlada salata, dimljena slanina iz New Hampshirea, nasjeckana rajčica, sir od losova mlijeka iz Švedske, zaslađene suhe brusnice, maslinovo ulje s bosiljkom, vinaigrette od kruške, brusnice i kokosa, te mljeveni papar. Prihod od prodaje doniran je bolnicama za djecu Shriners.
Postoji nekoliko popularnih natjecanja u jedenju hotdoga. Na Nathan's Hot Dog Eating Contest natjecatelj je 2020. godine pojeo 75 hotdogova u 10 minuta. Među ženama rekord od 48½ hotdogova u 10 minuta postignut je također 2020.

## Vanjske poveznice
- Julia Hammond. 3. srpnja 2019. The truth about the US' most iconic food. BBC. Pristupljeno 30. ožujka 2021.
- USDA prehrambeni podaci o hrenovkama  Arhivirana inačica izvorne stranice od 10. ožujka 2015. (Wayback Machine)